# Adelaida de Anjou
Adelaida de Anjou, también llamada Blanca de Anjou o Adelaida de Gévaudan  (c. 947-1026), fue una noble francesa, hermana de Godofredo Grisegognelle e hija de Fulco II, conde de Anjou, y de su primera esposa Gerberga.

## Biografía

### Primeras uniones
Cuando se casó con el joven Luis V en el 982 en Vieille-Brioude (Luis no era todavía rey de Francia), estaba viuda por segunda vez; primero había sido esposa del conde Esteban de Gévaudan con quien tuvo dos hijos y luego del conde Raimundo III de Tolosa. La excesiva diferencia de edad y el libertinaje del joven esposo fueron la causa de su divorcio en el 984. Según Rodolfus Glaber, decepcionada Adelaida por las capacidades de Luis, maniobró para huir de vuelta con los suyos.

### Matrimonio con el conde de Provenza
Se trasladó a Arlés y se volvió a casar, contra el consejo del papa, con el conde de Provenza, Guillermo, en el 984. Su hija Constanza de Arlés fue reina de Francia por su matrimonio con Roberto II. La pareja tuvo una segunda hija, Ermengarda de Arlés, que se casará con Roberto I de Auvernia. Es posible que tuvieran una tercera hija, Toda de Provenza, casada en el 992 con Bernardo I de Besalú y que pudo fallecer en torno al año 1052.

### Regencia del condado de Provenza
A la muerte de Guillermo en el 993, asumió una larga regencia que ofreció a la nueva nobleza la oportunidad de sublevarse en varias ocasiones contra la dinastía condal. Una primera revuelta fue en 1008, la de los hijos de Nivelon de Signes, vizconde de Guillaume; después, en 1009, se rebelaron Audiberto y Renaldo de Châteaurenard. Debió igualmente intervenir después de la muerte del nuevo conde Guillermo II, muerto en el sitio del castillo de Fos-sur-Mer en 1018. La situación se volvió crítica cuando la familia de Fos se sublevó en una rebelión que entrañó la muerte del conde y que obligó a Adelaida a solicitar ayuda externa, especialmente la de su hijo Guillermo III, conde de Tolosa.

### Quinto matrimonio
La hipótesis de una quinta unión de Adelaida, viuda del conde de Provenza, con Otón Guillermo, conde de Borgoña y de Mâcon, fue propuesta en 1907 por René Pourpadin y retomada por otros historiadores posteriores. Esta hipótesis se basa únicamente en tres documentos que acreditan la existencia de una segunda esposa de Otón Guillermo de nombre Adelaida y una bula del papa Benedicto VIII dirigida, entre otros, a los dirigentes de Borgoña y Provenza entre los que se encontraban Adelaida y Otón Guillermo, sin hacer referencias a una unión entre ellos.
Adelaida murió en 1026; tal vez en Aviñón, puesto que el año de su muerte fue registrado por un monje de la Abadía de Saint-André de Villeneuve-lès-Avignon. Está enterrada en la Abadía de Montmajour, próxima a Arlés y considerada en la época como la necrópolis de la familia condal provenzal.